# Villamée
Villamée (bret. Gwilavez) – miejscowość i gmina we Francji, w regionie Bretania, w departamencie Ille-et-Vilaine.
Według danych na rok 1990 gminę zamieszkiwały 334 osoby, a gęstość zaludnienia wynosiła 31 osób/km² (wśród 1269 gmin Bretanii Villamée plasuje się na 924. miejscu pod względem liczby ludności, natomiast pod względem powierzchni na miejscu 812.).